# درگیری عراق
درگیری عراق یک درگیری مسلحانه مداوم است که با حمله ۲۰۰۳ به عراق توسط ائتلاف به رهبری ایالات متحده آمریکا آغاز شد که دولت صدام حسین را سرنگون کرد. پس از حمله، درگیری با ظهور شورش برای مقابله با نیروهای اشغالگر و دولت عراق، ادامه یافت. ایالات متحده آمریکا رسماً در سال ۲۰۱۱ از این کشور خارج شد اما در سال ۲۰۱۴ در راس ائتلاف جدیدی برای مبارزه با داعش، وارد این کشور شد. مرحله اصلی درگیری، پس از شکست داعش در کشور در سال ۲۰۱۷، پایان یافت، اما هنوز یک شورش سطح پایین در مناطق روستایی شمال این کشور، ادامه دارد.